# Club Juan Aurich
O Juan Aurich é um clube de futebol da cidade de Chiclayo, no Departamento de Lambayeque no Peru. Foi fundado em 3 de setembro de 1922 na província de Ferreñafe em nome de Juan José Aurich Pastor (1867-1935). É o clube mais representativo da cidade e suas cores tradicionais são o vermelho e o branco. Atualmente joga na Segunda Divisão do Peru.

## História
Em 3 de setembro de 1922, na Fazenda de Batangrande, um grupo de trabalhadores formou uma equipe de futebol para representar a fazenda. O nome "Juan Aurich" era uma homenagem ao dono da fazenda. Em 1933, o clube conseguiu pela primeira vez o título de campeão da cidade de Chiclayo. O treinador era o uruguaio Jorge Domenech.
Em 1945, a equipe retirou-se da liga, mas em 1952 Don Guillermo Aurich Bonilla decidiu formar uma nova equipe que pudesse participar dos campeonatos nacionais que se realizavam nessa época.
Em 5 de julho de 1953, ocorreu uma tragédia que deixou o esporte peruano de luto: o ônibus em que a equipe retornava de um amistoso em Trujillo invadiu a linha férrea e foi atingido por um trem. O violento choque causou a morte de 22 pessoas, incluindo jogadores, familiares e torcedores.
No ano de 1967, após terminar em terceiro lugar na Copa Peru, foi convidado a participar do Campeonato Descentralizado. No ano seguinte conquistou o vice-campeonato peruano e classificou-se para a Copa Libertadores da América, tornando-se a primeira equipe fora da capital a participar desse torneio.
Após manter-se por muito anos na divisão principal, foi rebaixado em 1983. Entre 1988 e 1991, participou apenas de torneios regionais.
Em 1993, fundiu-se com o Deportivo Cañaña, formando o Club Aurich-Cañaña, que alcançou o título da Copa Peru e o ingresso ao futebol profissional, no qual se manteve até 1996.

### Campeão da Copa Peru
Terminada a fusão, o Club Juan Aurich voltou a disputar novamente a Copa Peru e levou o título em 1997. Dessa vez, permaneceu na primeira divisão até o ano de 2002. No ano seguinte, disputou a etapa regional da Copa do Peru de 2003, mas foi ultrapassado pelo Flamengo FBC, descendo para sua liga de origem, a crise econômica e as más decisões de seus dirigentes o fizeram desaparecer lentamente.

### Ressurgimento
No início de novembro de 2004, surgiu a oportunidade de renascer o quase desaparecido Juan Aurich. Naqueles dias, o Mariscal Nieto Social Sports Club (equipe participante da Primeira Divisão do Chiclayo) estava à deriva, sem dirigentes ou jogadores que se oferecessem para assumir o comando da instituição. Tendo em conta que esta era a única oportunidade, a Sra. Magaly Aurich, advogada de profissão, juntamente com o seu sobrinho Carlos Merino Aurich, acompanhados pelos seus amigos mais próximos e familiares como Gilberto Aurich, tomaram a decisão de "adotar" este clube e transformá-lo no novo Juan Aurich. Além disso, com a escolha do Peru como país-sede da Copa do Mundo sub-17, o estádio Elías Aguirre foi remodelado não apenas no aumento da sua capacidade - para 22.000 espectadores - como também na adoção do gramado sintético, sendo um dos primeiros times sul-americanos no quesito.
Em 28 de janeiro de 2005 o clube renasceu, desta vez com o nome de Club Juan Aurich de La Victoria. Este novo nome surgiu para deixar para trás os obstáculos legais nos estatutos e registros públicos; bem como na Federação Peruana de Futebol. No entanto, ele era comumente e comercialmente referido simplesmente como Juan Aurich.

Na Copa Peru 2007, o time alcançou a meta traçada no início do ano e em uma final dramática venceu o Sport Águila por 5 a 3 nos pênaltis, conquistando a promoção à Primeira Divisão. No ano do seu regresso ao campo profissional em 2008, foi-lhe muito difícil estabelecer e consolidar a sua permanência, uma vez que os problemas ao nível da gestão o obrigaram a selecionar técnicos não adequados ao cargo; isso levou o time à beira do rebaixamento, tendo que lutar pela permanência.

Antigo escudo

Em 27 de janeiro de 2023, Jahir Butrón foi anunciado como o novo treinador.

## Títulos

### Nacionais
- Campeonato Peruano: 1 (2011)[10]
- Copa Peru: 2 (1997, 2007)
- Torneo Apertura: 1 (2014)[11]

#### Juventude
- Torneo de Promoción y Reserva: 1 (2012)[12]